# Peperomia rubella
Peperomia rubella är en pepparväxtart som först beskrevs av Adrian Hardy Haworth, och fick sitt nu gällande namn av William Jackson Hooker. Peperomia rubella ingår i släktet peperomior, och familjen pepparväxter. Inga underarter finns listade i Catalogue of Life.